# Ferești
Ferești es una comuna ubicada en el distrito de Vaslui, Rumania.

## Superficie
Posee una superficie de 25,47 kilómetros cuadrados.

## Demografía
Hasta 2021 la población era de 1871 habitantes, con una densidad de población de 73,46 habitantes por kilómetro cuadrado.